# Phan Rang-Tháp Chàm

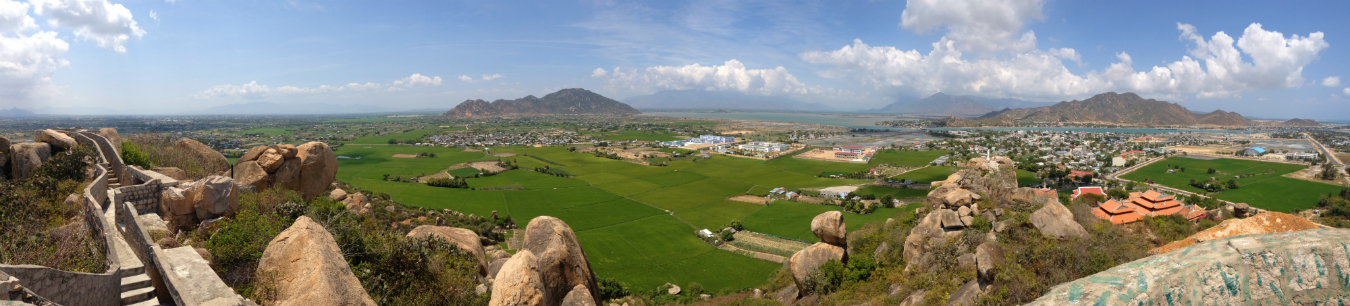
Blick auf die Stadt

Phan Rang-Tháp Chàm, auch als Phan Rang bekannt, ist eine Stadt in der Provinz Ninh Thuận in Vietnam. Sie liegt am Südchinesischen Meer. Beim Zensus 2023 lag die Einwohnerzahl der Kernstadt bei 196.459 (Zensus 2009: 152.906). Die bezirksfreie Stadt Phan Rang-Tháp Chàm hatte 2023 eine Einwohnerzahl von 207.998. Die Stadt bildet die Hauptstadt der Provinz Ninh Thuận.
Die Stadt gilt als ein kulturelles Zentrum der Cham in Vietnam.

## Herkunft des Namens
Der Name Phan Rang leitet sich von Panduranga ab (ein Cham-Wort Sanskrit-Ursprungs). Der Name Tháp Chàm bedeutet „Cham-Tempel/Turm“ und ist nach dem Po-Klong-Garai-Tempel im nördlichen Teil der Stadt benannt.

## Geschichte
Das antike Panduranga, die Hauptstadt des südlichsten Stadtstaates des hinduistisch-buddhistischen Staats Champa, befand sich dort, wo sich heute Phan Rang befindet. Die Stadt Phan Rang wurde 1917 durch Erlass des Kaisers Khải Định gegründet und blieb die Provinzhauptstadt der Provinz Ninh Thuận, bis 1976 die Provinz mit Bình Thuận fusionierte, um die Provinz Thuận Hải zu bilden. 1992 wurde Phan Rang mit Thàp Chàm fusioniert und zur Hauptstadt der wieder ausgegliederten Provinz Ninh Thuận erklärt. 2007 erlangte sie das Stadtrecht.

## Erdkunde
Die Stadt Phan Rang – Thap Cham liegt im Zentrum der Provinz Ninh Thuan, 1.380 km südlich von Hanoi, 330 km östlich von Ho-Chi-Minh-Stadt und 95 km südlich der Stadt Nha Trang. Die geografische Lage beträgt:
- Der Osten grenzt an Südchinesisches Meer (Phan Rang Bay).
- Der Westen grenzt an den Bezirk Ninh Son.
- Der Süden grenzt an den Bezirk Ninh Phuoc.
- Der Norden grenzt an die Bezirke Bac Ai und Ninh Hai.

### Klima
In Phan Rang herrscht tropisches Savannenklima (Aw). Die durchschnittliche Jahrestemperatur liegt zwischen 27 und 28 Grad Celsius, die durchschnittliche Niederschlagsmenge liegt zwischen 700 mm und 800 mm und die Luftfeuchtigkeit liegt bei etwa 70 % bis 75 %.
Das Klima der Stadt ist in zwei unterschiedliche Jahreszeiten unterteilt: die Trockenzeit von Dezember bis August des folgenden Jahres und die Regenzeit von September bis November. Obwohl Phan Rang zur tropischen Monsun region gehört, gehört es zu den Städten mit den geringsten Niederschlägen im Land, es beträgt jedoch nur etwa 1/3 des Landesdurchschnitts.

## Infrastruktur
Phan Rang-Tháp Chàm liegt an der Kreuzung der Nationalen Autobahnlinien 1A und 27. Die Erstere verbindet die Stadt mit Hanoi im Norden und Ho-Chi-Minh-Stadt im Südwesten, während Letztere in das zentrale Hochland in Richtung Buôn Ma Thuột führt.
Die Stadt ist durch den Bahnhof Tháp Chàm an die Nord-Süd-Eisenbahnnetz angeschlossen. Express-Personenzüge halten regelmäßig am Bahnhof.
Während des Vietnamkrieges war Phan Rang der Standort der Phan Rang Air Base der United States Air Force. Der Flugplatz wurde von den Japanern im Zweiten Weltkrieg errichtet und später von den Franzosen genutzt. Heute wird er von der Vietnamesischen Volksarmee benutzt.

## Galerie

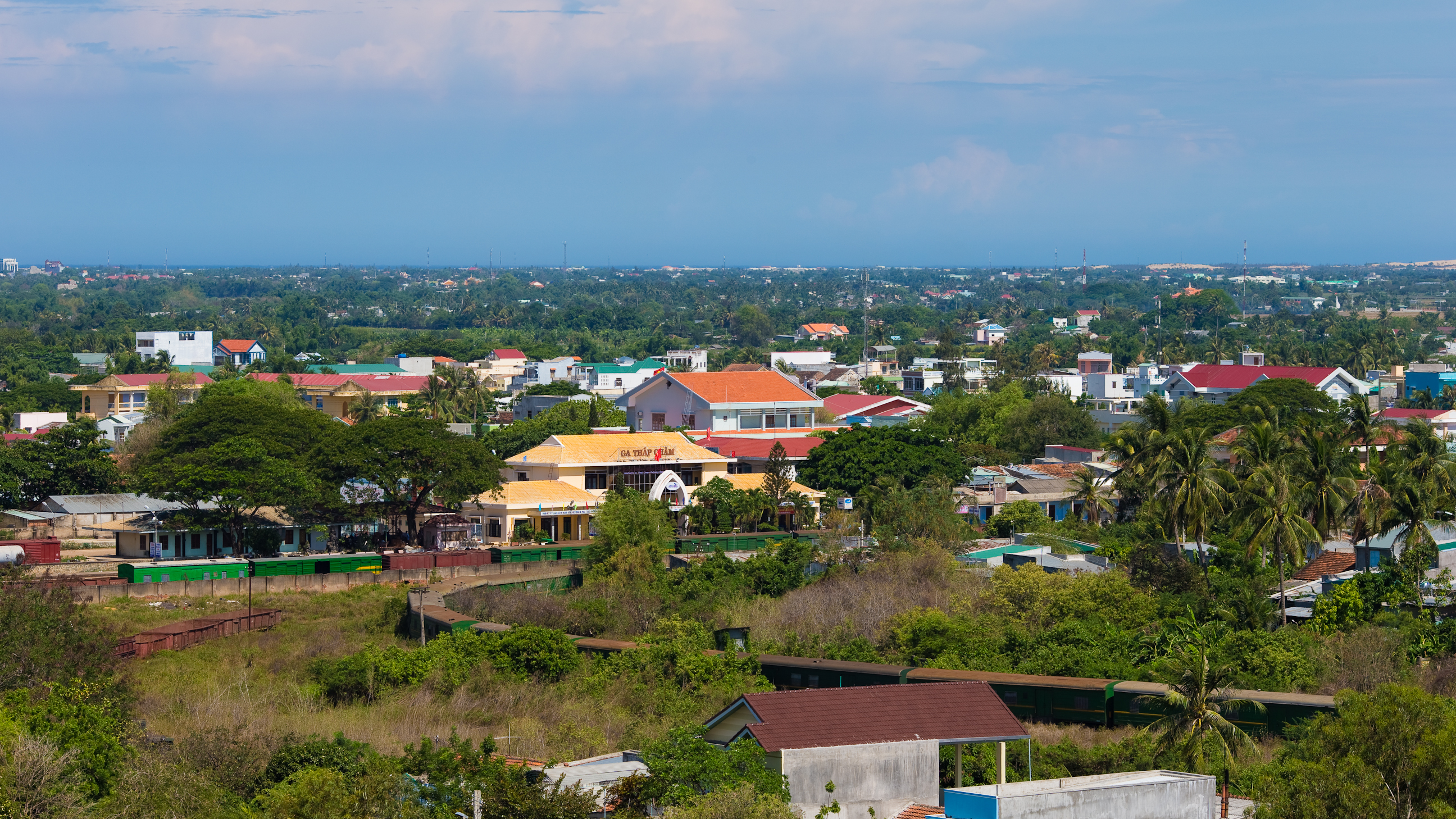
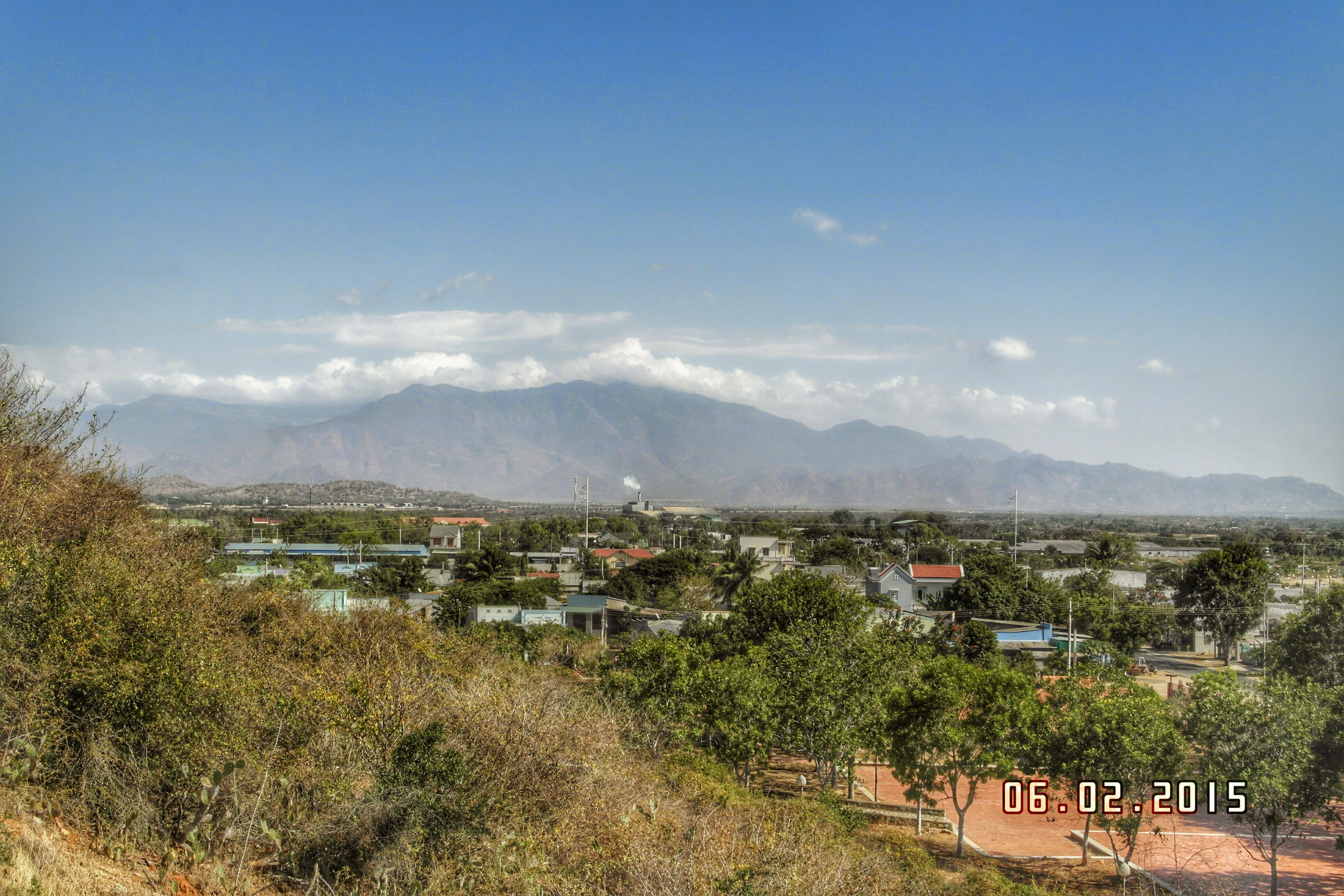
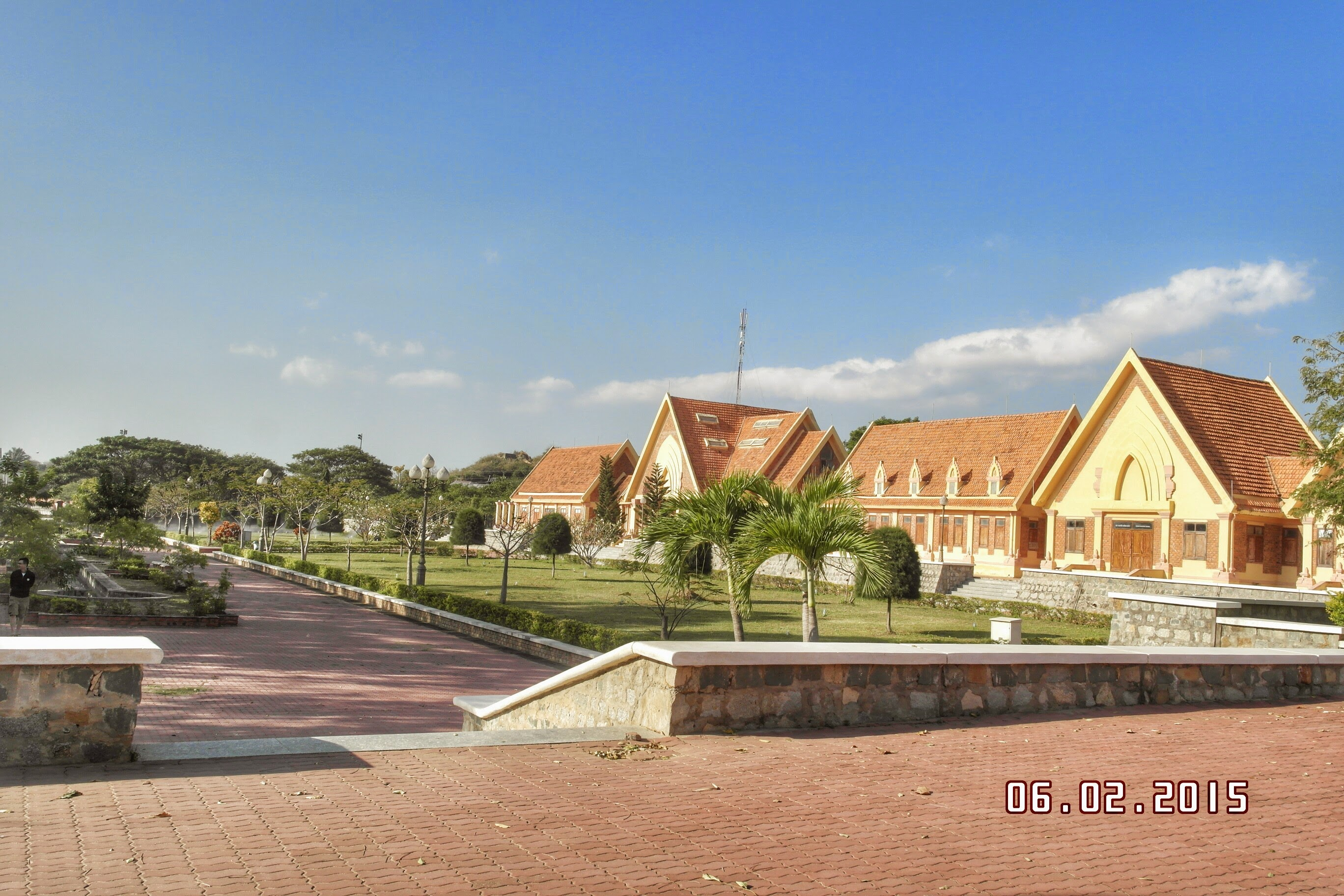
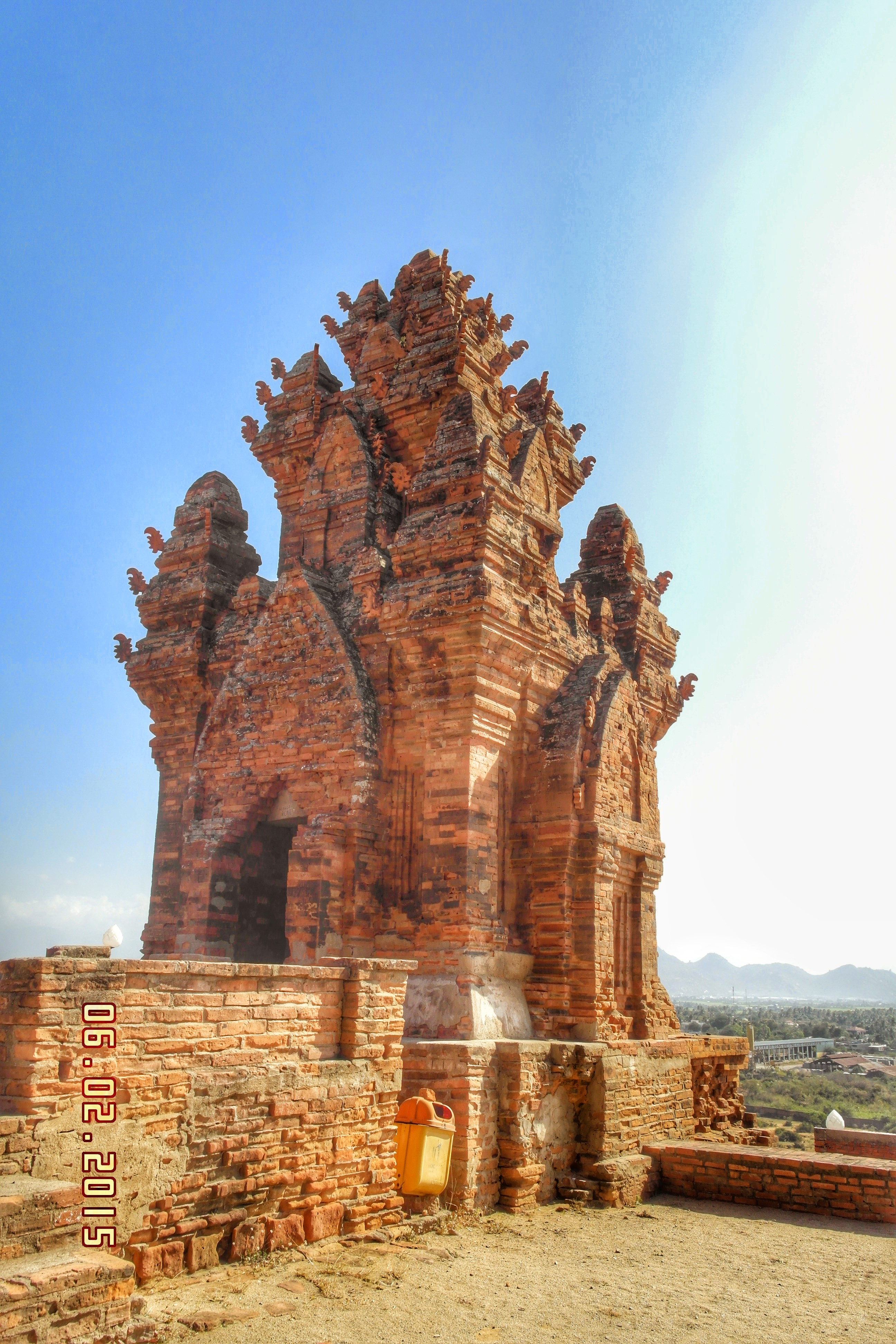
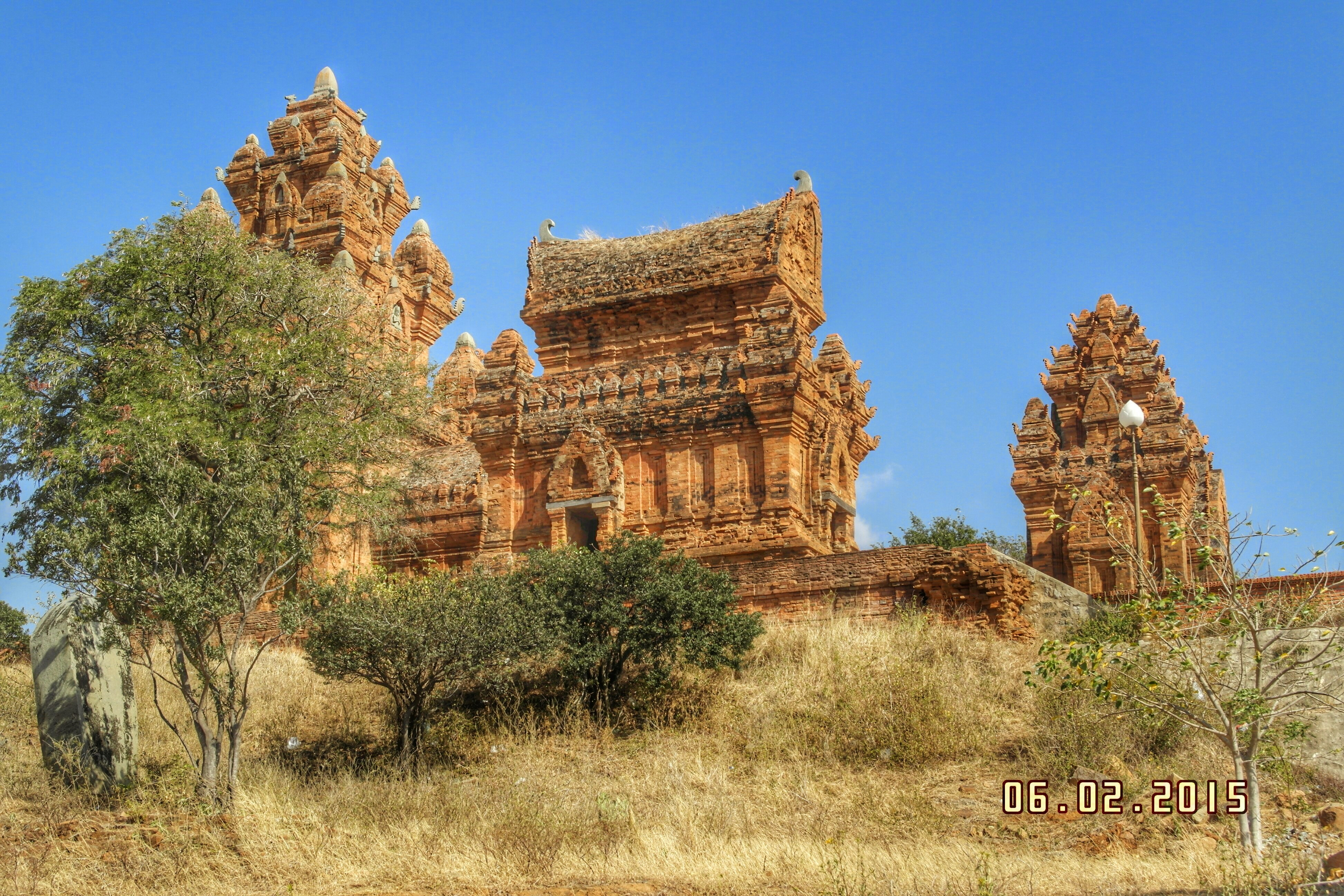